# Pleuraphodius carinatipennis
Pleuraphodius carinatipennis är en skalbaggsart som beskrevs av Bordat 1994. Pleuraphodius carinatipennis ingår i släktet Pleuraphodius och familjen Aphodiidae. Inga underarter finns listade i Catalogue of Life.